# Kobra (Schiff)
Das Kleinstschnellboot Kobra war ein Prototyp der deutschen Kriegsmarine gegen Ende des Zweiten Weltkrieges.

## Entwicklungsgeschichte
Die Entwicklung des Torpedoschnellbootes Kobra geht auf die Forderung der Kleinkampfverbände im Oberkommando der Marine zurück, ein Schnellboot zu konzipieren, dass von dem Lastensegler Go 242 an jeden beliebigen Einsatzort transportiert werden konnte um somit seinen Aktionsradius beträchtlich zu erweitern. Im Ergebnis dieser Forderung wurde im Sommer 1944 der erste Entwurf der Kobra vom Oberingenieur Docter präsentiert. Seine Konzeption versprach, neben der Transportfähigkeit per Flugzeug, auch einen Einsatz von größeren Schiffen aus, auf dessen Deck oder im Schlepp die Kobra in das Operationsgebiet gebracht werden konnte. Die Primärbewaffnung bestand aus einem einzigen 45 cm durchmessenden Flugzeugtorpedo des Typs F5b, der mittschiffs zwischen den beiden Motoren in einem dafür konzipierten Rohr untergebracht war. Der Abschuss des Torpedos erfolgte dabei nicht wie üblich Richtung Bug, sondern es wurde hecklastig ausgestoßen. Der Bau von zwei Prototypen erfolgte in Kooperation mit der Vertens Werft in Berne.
Im Winter 1944/45 erfolgte ein angesetzter Vergleichstest zwischen dem Torpedoschnellbooten Hydra, Kobra, Schlitten und dem Wal mit dem Ergebnis, dass die Hydra hinsichtlich ihres Seeverhaltens und der Schalldämpfung den Test gewann. Aus diesem Grunde wurde das Projekt der Kobra zugunsten der Hydra eingestellt.